# Parafia Matki Bożej Częstochowskiej w Drochlinie
Parafia Matki Bożej Częstochowskiej w Drochlinie – parafia rzymskokatolicka, znajdująca się w diecezji kieleckiej, w dekanacie koniecpolskim.